# Towner
Towner is een plaats (city) in de Amerikaanse staat North Dakota en valt bestuurlijk gezien onder McHenry County.

## Demografie
Bij de volkstelling in 2000 werd het aantal inwoners vastgesteld op 574.
In 2006 is het aantal inwoners door het United States Census Bureau geschat op 509, een daling van 65 (-11,3%).

## Geografie
Volgens het United States Census Bureau beslaat de plaats een oppervlakte van
2,1 km², geheel bestaande uit land. Towner ligt op ongeveer 450 m boven zeeniveau.

## Plaatsen in de nabije omgeving
De onderstaande figuur toont nabijgelegen plaatsen in een straal van 36 km rond Towner.